# Tiro nos Jogos Olímpicos de Verão de 2008 - Pistola de ar 10 m feminino
A prova da pistola de ar a 10 m feminino do tiro dos Jogos Olímpicos de Verão de 2008 foi disputada no dia 10 de agosto no Hall de Tiro de Pequim.

## Medalhistas
| Ouro   | CHN Guo Wenjun       |
| Prata  | RUS Natalia Paderina |
| Bronze | GEO Nino Salukvadze  |

## Qualificação
| Pos. | Atleta                      | CON | 1  | 2  | 3  | 4  | Total |
| ---- | --------------------------- | --- | -- | -- | -- | -- | ----- |
| 1    | Natalia Paderina            | RUS | 97 | 98 | 98 | 98 | 391   |
| 2    | Guo Wenjun                  | CHN | 96 | 98 | 99 | 97 | 390   |
| 3    | Tsogbadrakhyn Mönkhzul      | MGL | 96 | 95 | 97 | 99 | 387   |
| 4    | Nino Salukvadze             | GEO | 97 | 96 | 96 | 97 | 386   |
| 5    | Viktoria Chaika             | BLR | 97 | 94 | 96 | 97 | 384   |
| 6    | Jasna Šekarić               | SRB | 96 | 94 | 98 | 96 | 384   |
| 7    | Mirosława Sagun Lewandowska | POL | 95 | 96 | 97 | 96 | 384   |
| 8    | Mira Nevansuu               | FIN | 99 | 95 | 95 | 95 | 384   |
| 9    | Svetlana Smirnova           | RUS | 96 | 95 | 94 | 98 | 383   |
| 10   | Claudia Verdicchio          | GER | 93 | 98 | 96 | 96 | 383   |
| 11   | Maria Grozdeva              | BUL | 96 | 93 | 95 | 98 | 382   |
| 12   | Otryadyn Gündegmaa          | MGL | 97 | 93 | 95 | 97 | 382   |
| 13   | Zauresh Baibussinova        | KAZ | 94 | 94 | 98 | 96 | 382   |
| 14   | Sonia Franquet              | ESP | 93 | 97 | 96 | 96 | 382   |
| 15   | Jo Yong Suk                 | PRK | 98 | 96 | 93 | 95 | 382   |
| 16   | Gim Yun Mi                  | KOR | 96 | 95 | 97 | 94 | 382   |
| 17   | Cornelia Frölich            | SUI | 96 | 96 | 94 | 95 | 381   |
| 18   | Lalita Yauhleuskaya         | AUS | 97 | 95 | 96 | 93 | 381   |
| 19   | Ren Jie                     | CHN | 97 | 96 | 95 | 93 | 381   |
| 20   | Tanyaporn Prucksakorn       | THA | 95 | 95 | 93 | 97 | 380   |
| 21   | Lee Ho Lim                  | KOR | 92 | 97 | 95 | 96 | 380   |
| 22   | Huang Yi Ling               | TPE | 96 | 93 | 94 | 96 | 379   |
| 23   | Brigitte Roy                | FRA | 93 | 94 | 97 | 95 | 379   |
| 24   | Munkhbayar Dorjsuren        | GER | 95 | 93 | 97 | 94 | 379   |
| 25   | Maria Pilar Fernandez       | ESP | 93 | 97 | 96 | 93 | 379   |
| 26   | Lenka Marušková             | CZE | 96 | 96 | 94 | 93 | 379   |
| 27   | Sandra Kolly                | SUI | 94 | 92 | 97 | 95 | 378   |
| 28   | Maura Genovesi              | ITA | 94 | 94 | 95 | 95 | 378   |
| 29   | Zsofia Csonka               | HUN | 94 | 93 | 97 | 94 | 378   |
| 30   | Sławomira Szpek             | POL | 95 | 95 | 94 | 94 | 378   |
| 31   | Olena Kostevych             | UKR | 98 | 93 | 94 | 93 | 378   |
| 32   | Irena Tanova                | BUL | 96 | 93 | 95 | 93 | 377   |
| 33   | Stephanie Tirode            | FRA | 96 | 94 | 94 | 93 | 377   |
| 34   | Luisa Maida                 | ESA | 94 | 93 | 93 | 95 | 375   |
| 35   | Michaela Musilová           | CZE | 95 | 94 | 93 | 93 | 375   |
| 36   | Dina Aspandiyarova          | AUS | 96 | 96 | 94 | 89 | 375   |
| 37   | Brenda Shinn                | USA | 89 | 98 | 93 | 93 | 373   |
| 38   | Michiko Fukushima           | JPN | 91 | 94 | 97 | 91 | 373   |
| 39   | Avianna Chao                | CAN | 89 | 93 | 94 | 94 | 370   |
| 40   | Lindita Kodra               | ALB | 92 | 93 | 93 | 92 | 370   |
| 41   | Rebecca Snyder              | USA | 93 | 92 | 94 | 91 | 370   |
| 42   | Zhanna Shapialevich         | BLR | 91 | 92 | 95 | 90 | 368   |
| 43   | Carolina Lozado             | URU | 93 | 92 | 92 | 90 | 367   |
| 44   | Patricia Wilka              | PAR | 90 | 91 | 27 |    | DNF   |

- DNF: não terminou a prova.

## Final
| Pos. | Nome                        | CON | Qual | 1    | 2    | 3    | 4    | 5    | 6    | 7    | 8    | 9    | 10   | Total |
| ---- | --------------------------- | --- | ---- | ---- | ---- | ---- | ---- | ---- | ---- | ---- | ---- | ---- | ---- | ----- |
|      | Guo Wenjun                  | CHN | 390  | 10.0 | 10.5 | 10.4 | 10.4 | 10.1 | 10.3 | 9.4  | 10.7 | 10.8 | 9.7  | 492.3 |
|      | Natalia Paderina            | RUS | 391  | 10.0 | 8.5  | 10.0 | 10.2 | 10.6 | 10.5 | 9.8  | 9.7  | 9.5  | 9.3  | 489.1 |
|      | Nino Salukvadze             | GEO | 386  | 9.8  | 10.3 | 10.0 | 9.5  | 10.2 | 10.7 | 10.4 | 10.6 | 9.1  | 10.8 | 487.4 |
| 4    | Viktoria Chaika             | BLR | 384  | 9.3  | 9.4  | 10.4 | 10.1 | 10.2 | 10.5 | 9.2  | 10.5 | 9.8  | 8.6  | 482.0 |
| 5    | Miroslawa Sagun Lewandowska | POL | 384  | 8.1  | 10.3 | 9.2  | 9.9  | 9.8  | 10.4 | 9.9  | 9.4  | 10.7 | 9.6  | 481.3 |
| 6    | Jasna Šekarić               | SRB | 384  | 10.2 | 9.6  | 9.9  | 9.9  | 9.3  | 9.1  | 9.7  | 10.0 | 9.2  | 9.9  | 480.9 |
| 7    | Mira Nevansuu               | FIN | 384  | 8.7  | 9.3  | 9.2  | 10.3 | 9.8  | 10.0 | 9.7  | 9.9  | 9.9  | 9.7  | 480.5 |
| 8    | Munkzul Tsogbadrah          | MGL | 387  | 9.3  | 10.0 | 8.7  | 8.3  | 9.2  | 9.5  | 8.5  | 10.7 | 9.2  | 9.2  | 479.6 |